# Elizabeth Olsen
Elizabeth Chase Olsen, född 16 februari 1989 i Sherman Oaks i Kalifornien, är en amerikansk skådespelare.

## Biografi
Olsen växte upp med dansk-norska föräldrar, den äldre brodern Trent och de två äldre kända tvillingsystrarna Mary-Kate och Ashley i Kalifornien och medverkade redan som barn i några av systrarnas många filmer, såsom How the West Was Fun (1994). Då hon var tio år gammal valde hon att fokusera på danslektioner i balett. 
Efter examen från Campbell Hall School 2007 engagerade hon sig i en del teaterarbete och studier vid Tisch School of the Arts vid New York University och vid Atlantic Theater Company. Hon studerade även en termin i Moskva.
Efter att utan framgång ha sökt arbete i ett flertal produktioner erbjöds hon 2011 huvudrollen som den från en sekt flyende Martha i Martha Marcy May Marlene, för vilken hon fick stor internationell uppmärksamhet och ett flertal filmpriser. Samma år fick hon också huvudrollen i filmen Silent House. Hon har vidare gjort titelrollen i In Secret baserad på boken Thérèse Raquin av Émile Zola.

## Filmografi
- 1994 – How the West Was Fun (TV-serie)
- 2011 – Martha Marcy May Marlene
- 2011 – Silent House
- 2011 – Peace, Love & Misunderstanding
- 2012 – Red Lights
- 2012 – Liberal Arts
- 2013 – Kill Your Darlings
- 2013 – Very Good Girls
- 2013 – Oldboy
- 2013 – In Secret
- 2014 – Captain America: The Winter Soldier (cameo)
- 2014 – Godzilla
- 2015 – Avengers: Age of Ultron
- 2015 – I Saw the Light
- 2016 – Captain America: Civil War
- 2016 – Drunk History (TV-serie)
- 2017 – Wind River
- 2017 – Ingrid Goes West
- 2017 – Kodachrome
- 2017 – HarmonQuest (TV-serie)
- 2018 – Avengers: Infinity War
- 2019 – Avengers: Endgame
- 2018–2019 – Sorry for Your Loss (TV-serie)
- 2021 – WandaVision (TV-serie)
- 2022 – Doctor Strange in the Multiverse of Madness
- 2023 – Love & Death (TV-serie)
- 2023 – What If...? (TV-serie) (röst)
- 2023 – His Three Daughters
- 2024 – The Assessment
- 2025 – Marvel Zombies (TV-serie) (röst)
- 2025 – Eternity